# All Saints (Antigua)
All Saints ist mit mehr als 3500 Einwohnern die zweitgrößte Siedlung des Inselstaates Antigua und Barbuda. Das Ortsgebiet verteilt sich auf die Parishes St. John, St. Peter und St. Paul.

## Geographie
All Saints liegt auf der Hauptinsel Antigua, ungefähr acht Kilometer südöstlich der Hauptstadt Saint John’s.

## Geschichte
1674 entstand in der Stadt die erste großflächige Zuckerrohrplantage auf Antigua. Da dies eine große Rolle in der Geschichte des Landes spielte, wandelte die Regierung sie in ein Freiluftmuseum um.